# Enrique R. Nájera
Enrique Rafael Nájera Rivera (Topia, Durango; 10 de agosto de 1882 - Ciudad de México, 3 de julio de 1945) fue un militar mexicano que participó en la Revolución mexicana. 
Combatió al lado de los Arrieta desde 1911. Fue Inspector de Policía de Durango cuando entraron los revolucionarios a la Capital del Estado. Carranza le confió el puesto de Director de los Establecimientos Fabriles Militares en 1914. Después tuvo el cargo de Presidente Municipal de Durango y Senador de la República por el Estado. Tras la publicación del Plan de Agua Prieta, el Congreso local lo nombró Gobernador interino de Durango, cargo que ocupó de forma interina en diversas ocasiones. Fue elegido Gobernador Constitucional de Durango en el periodo de 1924 a 1928. Tras su mandato, formó parte de la Rebelión escobarista.

## Origen
El general Enrique R. Nájera nació en Topia, Durango el 10 de agosto de 1882. En un principio era un pobre campesino del distrito de Santiago Papasquiaro, Durango . Tomó las armas por Madero, comenzando su carrera desde soldado el 10 de diciembre de 1910, bajo las órdenes de los Hermanos Mariano y Domingo Arrieta. Entre febrero y mayo de 1911 estuvo al frente de una guerrilla, y posteriormente formó parte del Cuerpo Rural n. 60. 
A finales de agosto de 1911 fue comisionado como inspector general de Policía de Durango, cuando entraron los revolucionarios a la Capital del Estado. Estuvo en el cargo hasta el 10 de octubre de 1912, cuando fue enviado a distintas comisiones especiales del servicio. En 1913, cuando el presidente Madero fue asesinado, Nájera nuevamente tomó las armas y se unió a los constitucionalistas. A inicios del año 1913, bajo las órdenes del C. Coronel Tomás Urbina, fue uno de los revolucionarios contra la administración huertista. 
Junto con otros generales y fuerzas carrancistas, venció a las fuerzas del entonces presidente Victoriano Huerta logrando la toma de Zacatecas en 1914. Entre 1913 y 1915, fue nombrado por el C. General Domingo Arrieta, como Jefe del Regimiento Emilio Madero, Jefe del Regimiento Leales de Durango y Jefe del Primer Regimiento Regular de Sinaloa. De igual forma en 1914, Carranza le confió el puesto de Director de los Establecimientos Fabriles Militares. En 1916 fue Inspector de Detalles y Pagadurías de la División de Durango.
Durante la Expedición punitiva contra Francisco Villa, los problemas de suministro, la falta de disciplina, la deserción y el liderazgo inadecuado afectaron fuertemente al ejército mexicano. En este contexto, en junio de 1916 Nájera informó a su superior el general Treviño que estaba sumamente frustrado por los problemas de disciplina y de pobre liderazgo, y que quería que el general eliminara a algunos comandantes de alto rango. De lo contrario, Nájera creía que el éxito contra Villa sería limitado y que los mexicanos no podrían enfrentar a las tropas estadounidenses. Nájera amenazó con renunciar a su mando si no se hacía nada.
También fue administrador general de los Talleres Industriales Militares en Tacubaya entre 1917 y 1918. Posteriormente en 1919, fue jefe interino del Departamento de Caballería y jefe de la Comisión encargada de pasar revista de inspección al Hospital Militar de México.

## Plan de Agua Prieta

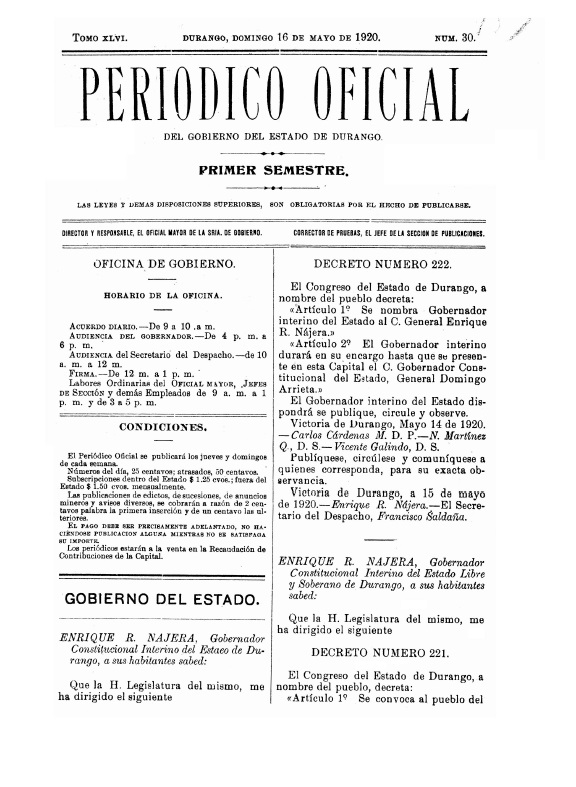
Periódico Oficial de Durango, 16 de mayo de 1920, Decreto 222, en el que se nombra Gobernador Interino de Durango al Gral. Enrique R. Nájera

En 1920 con motivo de la sucesión presidencial, el presidente Venustiano Carranza había optado por apoyar a Ignacio Bonillas y no al general Álvaro Obregón. En abril de 1920, Nájera fue comisionado por el presidente Venustiano Carranza junto con el general Jesús Agustín Castro, para ayudar en la propaganda electoral en favor del ingeniero Bonillas. El presidente Carranza les hizo llegar mil pesos para ser usados para el trabajo de promoción.
Sin embargo, apenas iniciada la propaganda de Bonillas, comenzó el movimiento político del Plan de Agua Prieta. El presidente Carranza ordenó a Nájera organizar las tropas y pelear contra el enemigo. Desobedeciendo esas órdenes, Nájera dejó Durango y fue a Torreón, pero ahí vio que la rebelión se había extendido al estado completo. Entonces regresó a Durango y tomó posesión de esa ciudad en nombre de los adheridos al Plan de Agua Prieta.
Jesús Agustín Castro también se unió a la causa de Agua Prieta, pero el gobernador general Domingo Arrieta permaneció leal a Carranza (quien fue asesinado el 21 de mayo de 1920), por lo que ante el avance de los partidarios del citado Plan, salió de Durango. Esto motivó que la noche del 14 de mayo de 1920, el Congreso local nombrara como gobernador provisional al Gral. Enrique R. Nájera. 
Esta decisión del congreso generó un conflicto de interés que llegó a conocimiento del Senado, quien se inclinó por Domingo Arrieta, pero al ser reconocido después por el presidente provisional Adolfo de la Huerta, siguió como gobernador Enrique R. Nájera.
Mientras Enrique R. Nájera fue gobernador provisional de Durango, el jefe de las tropas federales en ese estado fue el general Jesús Agustín Castro .
En las elecciones triunfó Castro, quien fue postulado por el Partido Liberal Revolucionario Durangueño y no tuvo contrincante. Jesús Castro ocupó el gobierno de 1920 a 1924. En este periodo el general Nájera se desempeñó como presidente municipal de la Ciudad de Durango, y posteriormente Senador de la República para la XXX legislatura.
En 1924 fue candidato del Partido Revolucionario Duranguense, y posteriormente electo como Gobernador Constitucional del estado Soberano de Durango, para el periodo 1924-1928.

## Gobierno

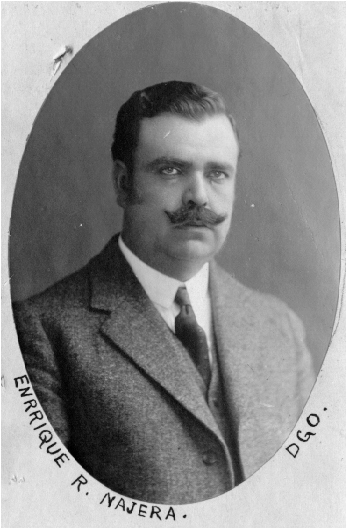
Fotografía del Gral Enrique R. Nájera como senador de la República por el Estado de Durango XXX Legislatura

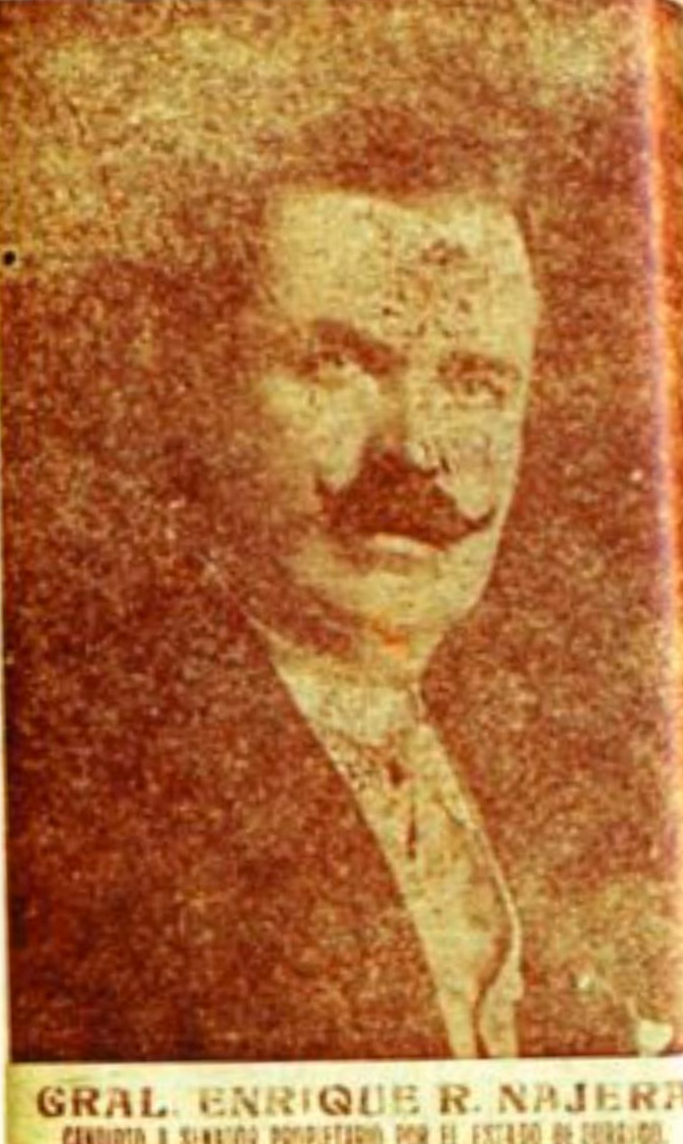
Candidatura a Senador del Gral. Enrique R. Najera.

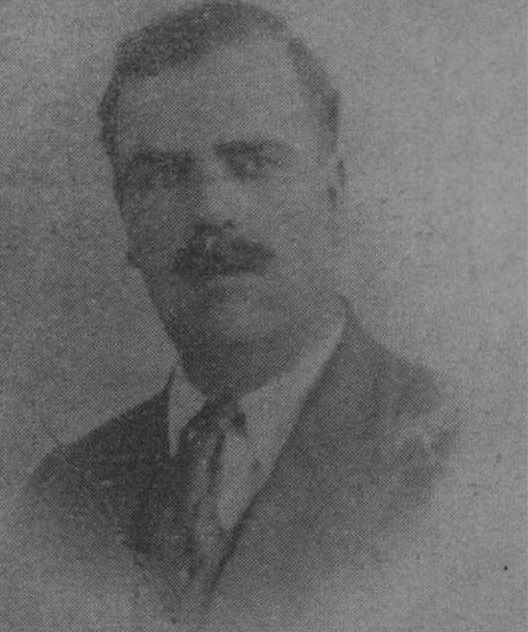
Gral. Enrique R. Nájera, Gobernador de Durango de 1924 a 1928. Le correspondió el inicio de la Primera Rebelión Cristera

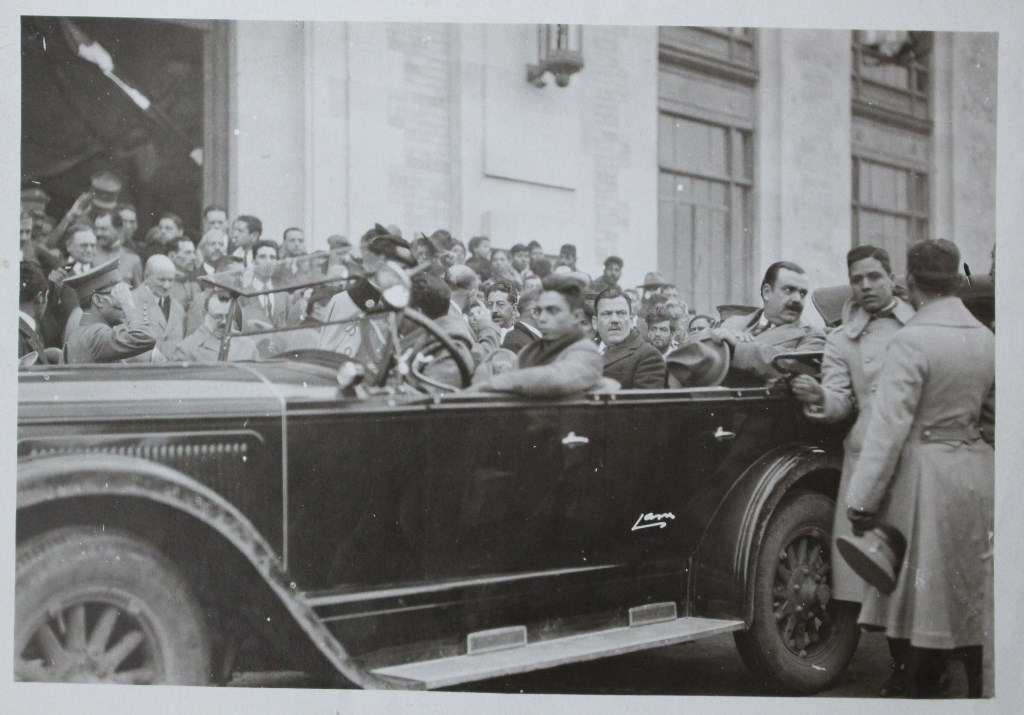
El presidente Plutarco Elías Calles y el Gobernador Enrique R. Nájera en la inauguración de la Sucursal del Banco de México en la Ciudad de Durango en 1926

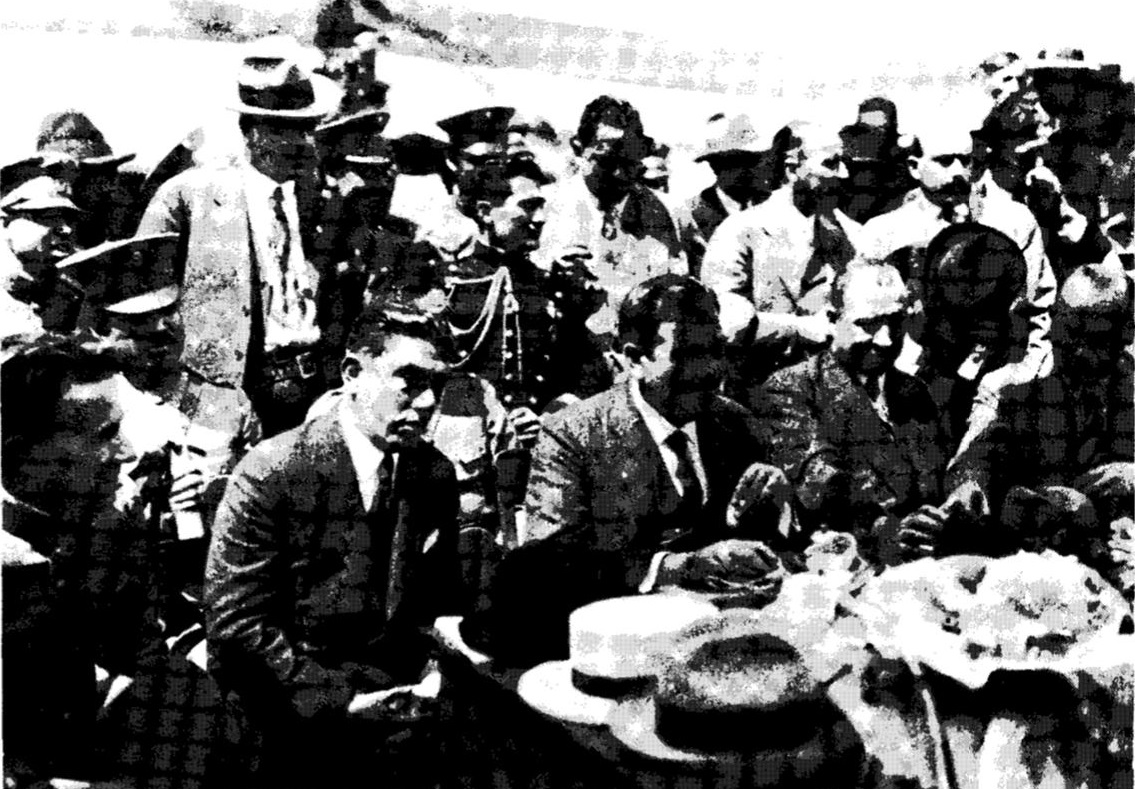
En el acto que aquí se muestra, se inaugura la escuela de la ciudad de Durango, el 19 de diciembre de 1926. A la derecha del presidente Calles, el secretario de Agricultura Luis León y, a su izquierda, el gobernador Enrique R. Nájera.

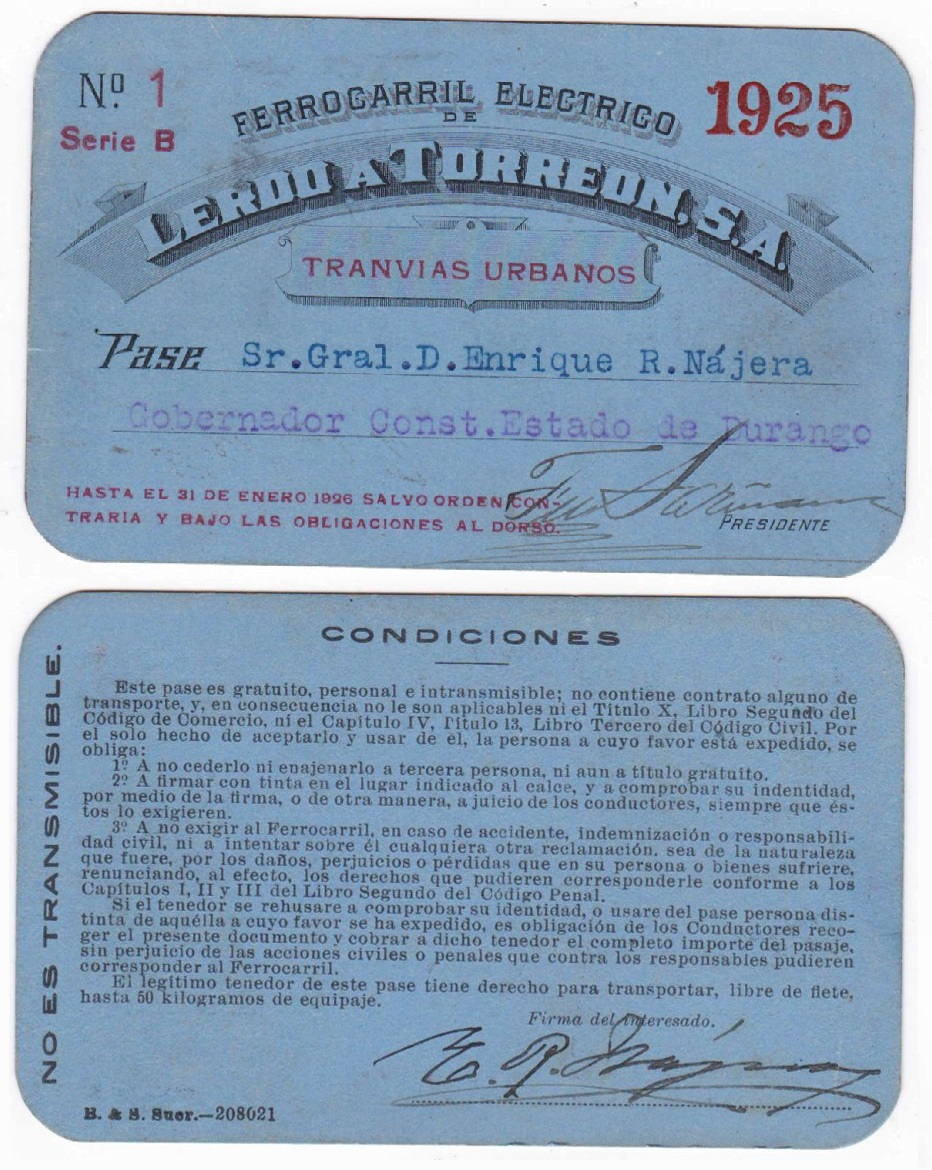
Boleto N. 1 Tranvías Urbanos 1925

El general Enrique R. Nájera gobernó el estado de Durango desde el 15 de septiembre de 1924 hasta julio de 1928. Fue incondicional del presidente Plutarco Elías Calles. Su administración fue fructífera y honesta para todos los sectores del estado, que recibieron su apoyo. Su gobierno paso un contexto social muy complicado por los levantamientos cristeros, debido a que durante su gobierno, se inició la Primera Rebelión Cristera y la persecución religiosa. Se considera que el gobierno de Nájera se desarrolló en la constante del militarismo.
El general Nájera se propuso acelerar el reparto de tierras y la promoción de la dotación de ejidos, con el propósito de recompensar a Las huestes agraristas que habían combatido la rebelión delahuertista y contribuido a su elección. Emitió una Ley de Urbanización que regulaba la pavimentación de la Ciudad de Durango y Gómez Palacio.
Para 1925, Nájera, con el interés de cambiar los poderes del Estado a Ciudad Lerdo, ordenó rehabilitar el Palacio de Gobierno de dicha ciudad.
A iniciativa del general Nájera, en 1926 se pretendió que las reformas constitucionales del estado de Durango fueran más rígidas, exigiendo que fueran aprobadas por la mitad más uno de los ayuntamientos, pues se trató de equipararlas al procedimiento para reformar a la Constitución general, que aparte de la intervención de las cámaras de Diputados y Senadores requiere la de las legislaturas de los estados. El gobernador Enrique R. Nájera logró igualmente la reforma constitucional del 5 de diciembre de 1926, por la que amplió el periodo de cuatro años a los diputados locales de Durango.
En 1927, por iniciativa de Pastor Rouaix, y con el visto bueno del general Nájera, se construyó el emblemático Parque Guadiana de la Ciudad de Durango. 
Durante su mandato, el general Nájera pidió licencia en varias ocasiones y fue sustituido por Antonio Gutiérrez. Tras una guerra revolucionaria y con el levantamiento cristero, el gobierno del general Nájera era un régimen con poco dinero, que vivía al día. A mediados de enero de 1928 el gobierno emitió un comunicado donde se observa que el poder municipal no existía en 16 municipios, pues se gobernaba con delegados municipales, designados por el ejecutivo.
Durante la gubernatura del general Nájera se emprendieron importantes labores de reconstrucción. Impulsó la reforma agraria y aplicaron los artículos de la constitución referentes a la enseñanza laica y a la prohibición de organizaciones eclesiásticas. 
En décadas posteriores, gracias a lo realizado por el general Nájera, Durango ha sido un modelo de desarrollo agropecuario, con la construcción de presas y la modernización de los sistemas de regadío.

## Elecciones de 1928
Nájera formó una alianza política con varios partidos, sindicatos y confederaciones que postularon al licenciado Terrones Benítez a la gubernatura del estado. Sin embargo el candidato de Álvaro Obregón era Juan Gualberto Amaya.
En este contexto, la noche del 26 de mayo de 1928, el general Gonzalo Escobar, jefe de operaciones militares del estado, fue enviado por Álvaro Obregón a Durango a entrevistarse con el general Nájera, apoyado por un fuerte destacamento militar. Poco después en julio de 1928, Nájera optó por presentar su renuncia al poder ejecutivo estatal, presuntamente de manera voluntaria y sin ninguna presión.

## Rebelión Escobarista
En marzo de 1929 junto con el general Francisco Urbalejo y Juan Gualberto Amaya, Nájera fue uno de los pocos generales que suscribieron el Plan de Hermosillo en contra del presidente interino Emilio Portes Gil uniéndose a la Rebelión escobarista. Esta rebelión fracaso pocos meses después por falta de apoyo, y ocasionó el degradamiento militar del generalNájera, así como una fuerte persecución que lo obligó a huir hacia los Estados Unidos.

## Fallecimiento

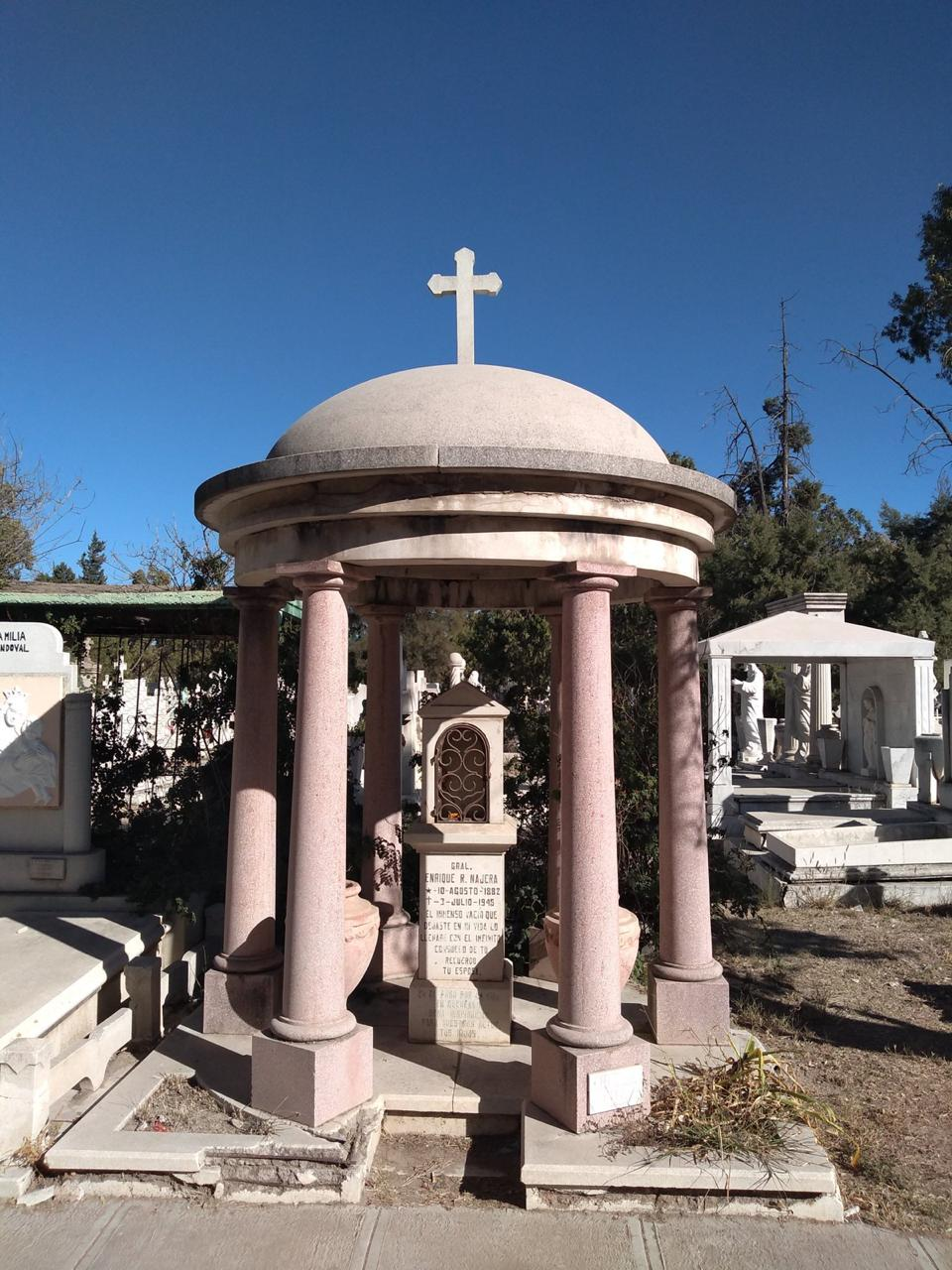
Lápida del Gral. Enrique R. Nájera. Panteón de Oriente. Cementerio de Durango.

El general Nájera murió de un síncope el 3 de julio de 1945, en el Hospital Francés de la Ciudad de México, a los 63 años de edad. Su cadáver llega a Durango por ferrocarril el 5 de julio, poco después de las 17 horas. Está sepultado en el Cementerio Panteón Oriente, de la Ciudad de Durango.